# Sonia Antoranz Contera

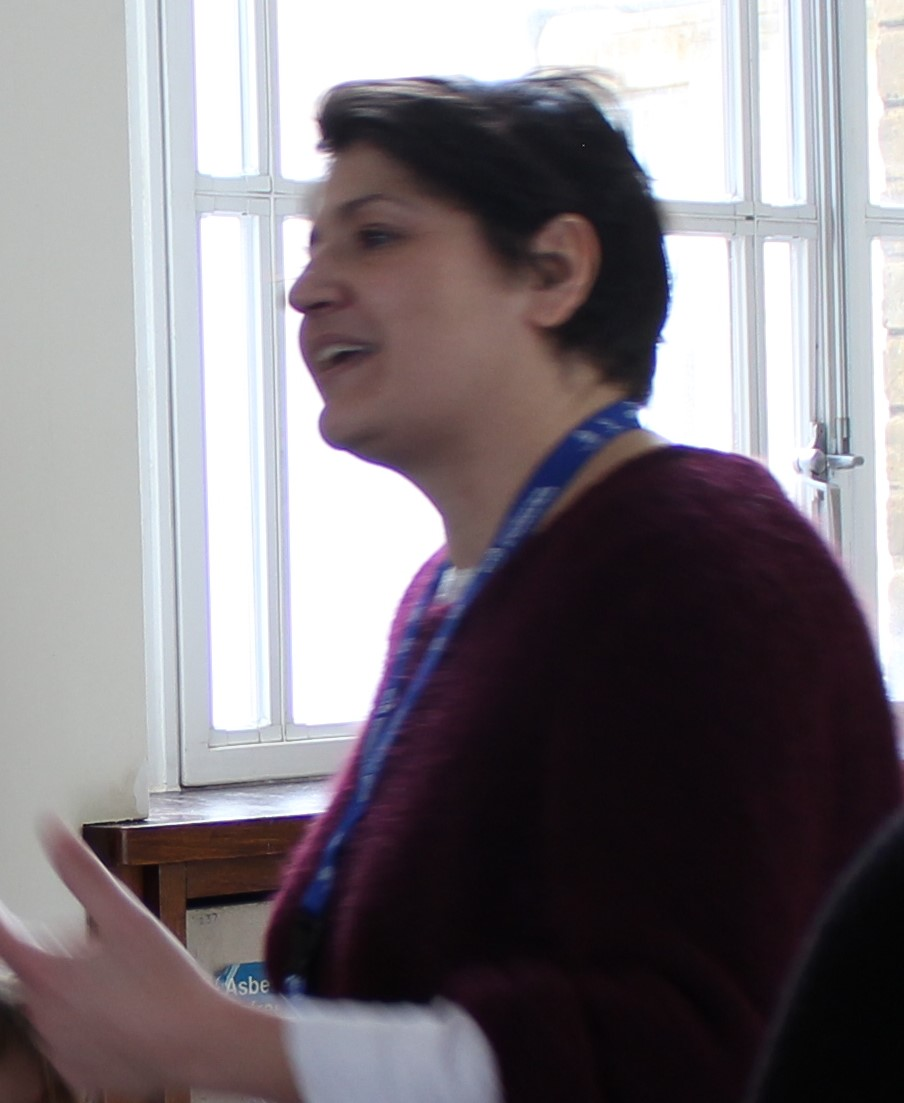
Sonia Contera spricht im März 2019 vor einer Gruppe Physikstudentinnen in Oxford

Sonia Antoranz Contera (* 1970 in Madrid, Spanien) ist eine spanische Physikerin und Hochschullehrerin. Sie ist Professorin für Biophysik an der Fakultät für Physik der Universität Oxford und Senior Research Fellow des Green Templeton College. Ihre Experimente konzentrieren sich auf die Physik, die an der Schnittstelle von Biologie, Nanotechnologie und Informationswissenschaft entsteht. Sie ist Expertin für Rasterkraftmikroskopie biologischer Systeme.

## Leben und Werk
Contera wuchs in Puerto del Rosario auf Fuerteventura auf und studierte Physik an der Autonomen Universität Madrid, wo sie 1993 ihren Abschluss erhielt. Anschließend absolvierte sie von 1994 bis 1995 ein Aufbaustudium an der Universität für Sprache und Kultur Peking und arbeitete als Forscherin an der Akademie der Wissenschaften der Tschechischen Republik mit Zlatko Knor, einem der Pioniere der Oberflächenabbildung im atomaren Maßstab. Mit einem Monbushō-Stipendium der japanischen Regierung promovierte sie 2000 bei Hiroshi Iwasaki an der Fakultät für Angewandte Physik der Graduate School of Engineering der Universität Osaka.
2000 erhielt sie ein EU-Stipendium für einen Aufenthalt in Japan am Institut für wissenschaftliche und industrielle Forschung SANKEN der Universität Osaka. Sie wurde 2002 wissenschaftliche Assistenzprofessorin am Interdisziplinären Zentrum für Nanowissenschaften der Universität Aarhus in Dänemark und richtete ein AFM-Labor für biologische Experimente im iNANO-Zentrum von Flemming Besenbacher ein. 2003 wechselte sie zum IRC für Bionanotechnologie der Universität Oxford. Von 2012 bis 2020 war sie Associate Professor am Department of Physics der Universität Oxford und wurde dort ab Professorin für Biological Physics. 2007 wurde sie Dozentin und RCUK Academic Fellow am Oxford Physics College und gründete 2008 das Oxford Martin Institute of Nanoscience for Medicine an der Oxford Martin School.
Sie war Gastprofessorin am SANKEN der Universität Osaka und an der Medizinischen Fakultät der Universität von KwaZulu-Natal in Südafrika sowie im Labor von Hitoshi Tabata am Zentrum für BioNano-Integration der Universität Tokio zur Anwendung der Terahertz-Spektroskopie auf biologische Membranen. Sie absolvierte Forschungsaufenthalte in Toshio Andos Hochgeschwindigkeits-AFM-Labor an der Universität Kanazawa und der Lomonossow-Universität Moskau.
Von 2007 bis 2015 war sie Gründerin, Direktorin und Co-Direktorin des Oxford Martin Institute of Nanoscience for Medicine an der Oxford Martin School. Von 2014 bis 2016 war sie Mitglied des Global Agenda Council on Nanotechnology des Weltwirtschaftsforums. Sie ist Mitglied des Physical Sciences Strategy Advisory Team des Engineering and Physical Sciences Research Council (EPSRC) des Vereinigten Königreichs.
Sie veröffentlicht und hält Vorlesungen über die Rolle von Physik und Biologie in Geschichte und Geopolitik seit dem 19. Jahrhundert und über japanische Physik der Meiji-Ära. Sie ist Kolumnistin bei der Zeitung El País. 2017 wurde sie zur Vorsitzenden der Abteilung Rasterkraftmikroskopie der Royal Microscopical Society gewählt. 2018 wurde sie Mitglied des Beratungsausschusses für Wissenschaft und Innovation der andalusischen Regierung.
Sie arbeitet an mehreren Initiativen mit, darunter im Creative Destruction Lab, und ist Mitglied des Everyday Creativity Network, das Wissenschaften und Künste demokratisieren will.

## Veröffentlichungen (Auswahl)
- Nano comes to life: How nanotechnology is transforming medicine and the future of biology. Princeton University Press, 2019.